# Dodécaborate
L'anion dodécaborate(12) est une espèce chimique de formule B12H122−. C'est un borane constitué de douze atomes de bore, formant un icosaèdre, liés chacun à un atome d'hydrogène pour former un ion de symétrie moléculaire Ih.

## Synthèse et réactions
L'existence de l'anion B12H122− a été prédite dès 1955. Il a été synthétisé pour la première fois en 1960 à très faible rendement par réaction de 2-iododécaborane avec la triéthylamine dans une solution de benzène à 80 °C. Il est plus facilement obtenu à partir de borohydrure de sodium NaBH4. Ce dernier est d'abord converti en triborate de sodium NaB3H8 à l'aide de diéthyléthérate de trifluorure de bore (CH3CH2)2O·BF3 :
5 NaBH4 + BF3 ⟶ 2 NaB3H8 + 3 NaF + 2 H2.
La pyrolyse du triborate donne le groupe de douze bores sous forme de dodécaborate de sodium Na2B12H12. Diverses autres méthodes de synthèse ont été publiées.
Les sels de l'ion dodécaborate sont stables dans l'air et ne réagissent ni avec l'hydroxyde de sodium aqueux chaud, ni avec l'acide chlorhydrique chaud. L'anion peut être oxydé en B24H233−.

## Dérivés substitués
Les sels de dodécaborate(12) peuvent être hydroxylés par le peroxyde d'hydrogène pour donner des sels de B12(OH)122−. Les atomes d'hydrogène dans l'ion B12H122− peuvent être remplacés par des halogènes avec plusieurs degrés de substitution. Le dianion dodécaméthyldodécaborate [B12(CH3)12]2− est un exemple de dérivé substitué de dodécaborate.
On numérote les atomes de bore de ces composés pour identifier les substituants de la manière suivante : le premier atome de bore porte le numéro 1, puis les cinq atomes adjacents du premier cercle sont numérotés de 2 à 6 dans le sens trigonométrique, puis les cinq atomes du second cercle sont numérotés de 7 à 11 dans le sens trigonométrique à partir de l'atome adjacent aux atomes numérotés 2 et 3, et enfin l'atome de bore situé à l'opposé du premier porte le numéro 12.
Sous une pression de monoxyde de carbone de l'ordre du kilobar, [B12H12]2− réagit en donnant des dérivés carbonylés tels que le carbonyldodécaborate [B12H11CO]− et les isomères 1,12- et 1,7-dicarbonyldodécaborate B12H10(CO)2. La disubstitution para 1,12 n'est pas courante. 

## Applications potentielles
On a évalué l'intérêt de dérivés de dodécaborate pour l'extraction liquide-liquide d'ions radioactifs 152Eu3+ et 241Am3+.
Les espèces [B12H12]2−, [B12(OH)12]2− et [B12(OMe)12]2− sont prometteuses en matière d'administration de médicaments. Elle forment en effet des « closomères » qui ont été employés dans la réalisation d'agents de contraste pour IRM non-ciblés et persistants dans le tissu tumoral.
Les sels de [B12H12]2− pourraient avoir des applications en traitement anticancéreux. Les dérivés de closo-dodécaborate améliorent la spécificité des traitements de thérapie par capture neutronique du bore (en). L'irradiation par un flux de neutrons provoque en effet l'émission par le bore 10 de particules α à proximité de la tumeur.